# Slash Records
Slash Records  fue un sello discográfico estadounidense originalmente especializado en bandas locales de punk rock, activo desde 1978 hasta 2000. Se destacó como uno de los primeros y más exitosos sellos discográficos independientes en música alternativa, antes de su eventual adquisición por parte de Warner Music Group.

## Algunos artistas de la discográfica
- Asian Dub Foundation
- Failure
- Faith No More
- Germs
- Green on Red
- L7
- Misfits
- Soul Coughing
- The Chills
- X